# Phaenolobus longinotaulices
Phaenolobus longinotaulices är en stekelart som beskrevs av Wang 1982. Phaenolobus longinotaulices ingår i släktet Phaenolobus och familjen brokparasitsteklar. Inga underarter finns listade i Catalogue of Life.